# Mungiki
Mungiki (Kikuyu für Masse) ist eine seit 2002 verbotene Sekte und kriminelle Vereinigung, die als soziale Bewegung 1985 in Kenia entstand.

## Geschichte
Die traditionalistische Mungiki-Gruppierung hat sich ab etwa 1985 meist unter den jungen und verarmten Kikuyu besonders in den Slums schnell verbreitet. Zu Hilfe kam ihr dabei, dass mit der neuen Demokratiebewegung ab 2002 eine Art Machtvakuum durch weniger Polizeipräsenz entstand. Die Jugendsekte versuchte in Aussehen und Geheimritualen an den großen Mau-Mau-Aufstand der fünfziger Jahre anzuknüpfen. Zunächst war die Sekte eine soziale Bewegung, die für Sicherheit, Anti-Korruption, konkrete Hilfe und Wertorientierung stand. So betrieb Mungiki Musterfarmen für arme Bauern.
Ihre führenden Mitbegründer waren der etwa 1970 geborene Hezekiah Ndura Waruinge, ein Enkel des berühmten Mau-Mau-Generals Waruinge, und sein Cousin Maina Njenga, wobei ersterer vor allem als Koordinator, zweiterer als spirituell-charismatisches Oberhaupt fungierte. 13 der Führer traten 2002 in schiitischen Moschee von Mombasa zum Islam über, darunter auch Waruinge, der unter seinem neuen Namen Ibrahim schließlich islamischer Prediger wurde. Islamische Führer haben sich teils für, teils gegen die Sekte ausgesprochen. Maina Njenga hingegen konvertierte – auch er gefolgt von zahlreichen Anhängern – 2009 zum Christentum, als er im Gefängnis saß und seine Bewegung massiver Verfolgung durch Regierung und Polizei ausgesetzt war. Beide Konversionen können als Taktik verstanden werden, die Bewegung in der öffentlichen Wahrnehmung zu rehabilitieren bzw. ihr die Unterstützung der jeweiligen Religionsgemeinschaft zu verschaffen.
Von Beginn an bestand ein scharfer Konflikt zwischen Mungiki und der Regierung. Schon unter der Regierung von Präsident Moi wurde die Sekte im März 2002 verboten. Wariunge versuchte im Dezember 2006 vor dem Berufungsgericht erfolglos, das Verfahren der Illegalisierung revidieren zu lassen. Sowohl Waruinge als auch Njenga haben sich mittlerweile öffentlich von dem distanziert, was aus der Bewegung geworden ist, wirken aber vermutlich im Hintergrund weiter.
Die Sekte lebt im Untergrund. Die Zahl der Mitglieder kann nur geschätzt werden. Die stark variierenden Schätzungen reichen von „Tausende“ bis zu 500.000 (Stand 2016).

## Selbstverständnis
Der Heilsweg der Mungiki besteht darin, westliche und christliche Prägungen abzulegen und zu den Werten, Strukturen und der Spiritualität der Kikuyu-Tradition zurückzukehren. Die Kikuyu gelten dabei als das berufene Volk, das zunächst das eigene Land und dann das ganze vom (Neo-)Kolonialismus geistig wie ökonomisch versklavte Afrika zu befreien hat. In dieser Erzählweise finden sich auch biblische Motive und Reinheitsvorschriften, Versatzstücke der Rastafari-Kultur und Ideen postkolonialer Literaturschaffender.
Eigene, identitätsstiftende Werte der Mungiki sind Fleiß, Keuschheit, Abstinenz, Treue und Solidarität untereinander und rituelle Reinheit, die auch eine klar definierte Trennung zwischen Männern und (menstruierenden) Frauen erzwingt. Zu ihren Prinzipien gehören Selbstversorgung, Peer-Counseling und soziale Arbeit in den Elendsvierteln.

## Gewalt
Die ursprünglich idealistische Bewegung war bald berüchtigt für Schutzgelderpressungen, Gewalttaten und Terrorisierung der Bevölkerung. „Markenzeichen“ der Mungiki sind das Köpfen oder Verstümmeln mit der Machete (auch das typisch für die Mau-Mau der 1950er Jahre). Aber auch Polizeikräfte und andere Gruppen verübten solche Gräuel. Im Effekt ist oft unklar, von wem Verbrechen und Menschenrechtsverletzungen verübt wurden. Beispielsweise wurde im April 2009 nach einem Massaker mit mindestens 28 Todesopfern zunächst die Äußerung eines Polizeisprechers vermeldet, die meisten Todesopfer seien Angehörige der Mungiki gewesen. Zwei Tage später schrieb die kenianische Zeitung Daily Nation, alle Getöteten seien Dorfbewohner, die einem Racheakt der Mungiki zum Opfer gefallen seien.
Dissidenten, die sich wieder von der Sekte befreit haben, wurden angeblich in Dutzenden von Fällen ermordet. An zwei aufeinanderfolgenden Tagen im Mai 2007 enthaupteten vermutlich Bandenmitglieder einen jungen Maurer, einen 50-jährigen Viehhirten, einen 70-jährigen Kleinbauern und einen 29-jährigen Matatu-Schaffner, dem zusätzlich die Beine und die Geschlechtsteile abgehackt wurden. Die Mordserie war anscheinend eine Reaktion auf die Ankündigung der Behörde für Transportlizenzen, die Matatus in Nairobi abzuschaffen und das Busgeschäft an finanzkräftige Investoren zu vergeben. Damit hätte Mungiki eine wichtige Einnahmequelle verloren. Die Sekte kontrollierte das Geschäft mit den Kleinbussen, sie erpresste Besitzer und Fahrer. Im März 2007 war es wegen der Erpressungen zu einem Streik der Matatus und zu Ausschreitungen gegen Mungiki-Mitglieder gekommen, das Militär musste eingreifen. Der getötete Busschaffner galt als möglicher Verräter, nachdem er sich mit Kollegen zerstritten hatte.
Ihr schärfster Konkurrent, gerade im Bezug auf die Kontrolle von Matatas und die Kontrolle der Produktion und des Handels mit Changaa sind die aus Mathare stammenden Taliban, die sich aus dem Stamm der Luo rekrutieren.

## Beschneidung von Frauen
Unter der Kolonialherrschaft war die weibliche Beschneidung verboten, wobei das Eingreifen dagegen mit Missionierung und damit der Schwächung traditioneller Verbindlichkeiten und Familien einherging. Trotzdem zu beschneiden resp. beschnitten zu sein, wurde dementsprechend zum Zeichen des Widerstandes und zum Bekenntnis zur eigenen, afrikanischen Identität. Auch die vom späteren ersten Präsidenten der Unabhängigkeit, Jomo Kenyatta, verfasste Kikuyu-Ethnographie schildert sie als den Kern der traditionellen Gesellschaft, der Religion und Landheiligung und der Ermächtigung von Mädchen durch machtvolle Frauen. Kenyatta sprach sich als Präsident öffentlich gegen diese Praxis aus, aber seine ursprüngliche Darstellung aus Zeiten des Widerstands wirkt eindrucksvoller auf die entwurzelte Generation, aus der sich Mungiki rekrutieren. Das Engagement der Weltgemeinschaft dagegen hat für Mungiki den Beigeschmack kolonialer und missionarischer Einmischung und Kontrolle.